# フランディー・デラロサ
フランディー・アントニオ・デ・ラ・ロサ（Frandy Antonio De La Rosa、1996年1月24日 - ）は、ドミニカ共和国エリアス・ピーニャ州コメンダドール出身のプロ野球選手（内野手）。右投両打。現在は、フリーエージェント（FA）。NPBでは育成選手だった。愛称は"フロウ"。

## 経歴

### プロ入りとマイナー時代
2012年7月にシカゴ・カブスと契約しプロ入り。
2013年と2014年はルーキー級ドミニカン・サマーリーグ・カブスでプレー。
2015年はA-級ユージーン・エメラルズで62試合に出場して、打率.273、0本塁打、30打点、11盗塁の成績を残した。11月20日にのちにDeNAで同僚となるスペンサー・パットンとの交換トレードでテキサス・レンジャーズに移籍した。
2016年はA級ヒッコリー・クロウダッズで118試合に出場して、打率.250、7本塁打、39打点、19盗塁の成績を残した。
2017年はA+級ダウンイースト・ウッドダックスで開幕を迎えたが、4月16日に交換トレードでサンフランシスコ・ジャイアンツに移籍した。この年は所属した3球団合計で72試合に出場し、打率.211、5本塁打、20打点の成績を残した。
2018年はA+級サンノゼ・ジャイアンツで49試合に出場して、打率.227、6本塁打、23打点の成績を残した。6月10日に自由契約となった。マイナー通算成績は打率.245、19本塁打、165打点。

### DeNA時代
2019年はいずれの球団にも所属せず、故郷のドミニカ共和国でトレーニングを続けていた。ドミニカで行われた横浜DeNAベイスターズのトライアウトに投手のジョフレック・ディアスとともに参加し合格。編成部長の進藤達哉が直接視察し獲得した。11月20日に横浜DeNAベイスターズと育成選手契約を結んだ。年俸は240万円で、背番号は108。
2020年1月28日に、同じく育成選手として入団したディアスと共に球団事務所にて入団会見を行い、デラロサは「ヨコハマ、ダイスキ、ヨコハマ、メチャメチャサムイ」と覚えたての日本語を披露した。なお、ベイスターズの育成外国人はディアスと2年目のレミー・コルデロと合わせて3人となった。
春季キャンプ中に行われた中日ドラゴンズ一軍との練習試合で、松葉貴大から右打席からレフト方向へ3点本塁打を放ち、2打席目では小熊凌祐から今度は左打席へ入ると中堅手の頭を超える2点適時打を放ち、この日5打点の活躍を見せた。この日以降に行われたオープン戦や練習試合でも一軍に帯同した。6月18日、BCリーグの神奈川フューチャードリームスへの派遣が両球団から発表された。BC神奈川では38試合に出場して、打率.208、4本塁打、25打点の成績を残した。
2021年は二軍公式戦（イースタン・リーグ）77試合に出場して、打率.200、2本塁打、14打点の成績を残したが、支配下登録されることはなく、11月2日に翌年の契約を結ばないことが発表され、11月11日にNPBから自由契約選手として公示された。

## 詳細情報

### 年度別打撃成績
- 一軍公式戦出場なし

### 独立リーグでの打撃成績
| 年 度     | 球 団     | 試 合 | 打 席 | 打 数 | 得 点 | 安 打 | 二 塁 打 | 三 塁 打 | 本 塁 打 | 塁 打 | 打 点 | 盗 塁 | 盗 塁 死 | 犠 打 | 犠 飛 | 四 球 | 敬 遠 | 死 球 | 三 振 | 併 殺 打 | 打 率 | 出 塁 率 | 長 打 率 | O P S |
| --------- | --------- | ----- | ----- | ----- | ----- | ----- | -------- | -------- | -------- | ----- | ----- | ----- | -------- | ----- | ----- | ----- | ----- | ----- | ----- | -------- | ----- | -------- | -------- | ----- |
| 2020      | 神奈川    | 33    | 124   | 106   | 16    | 22    | 7        | 0        | 4        | 41    | 25    | 5     | 0        | 0     | 1     | 17    | -     | 0     | 36    | 3        | .208  | .315     | .387     | .701  |
| 通算：1年 | 通算：1年 | 33    | 124   | 106   | 16    | 22    | 7        | 0        | 4        | 41    | 25    | 5     | 0        | 0     | 1     | 17    | -     | 0     | 36    | 3        | .208  | .315     | .387     | .701  |

### 背番号
- 108（2020年 - 2021年）
  - 48 （2020年）※神奈川フューチャードリームスでの背番号